# Паттерн (оригами)
Паттерн (англ. crease pattern, также CP, устаревший термин «развёртка») — один из видов диаграмм оригами, представляющий собой чертёж, на котором изображены все складки готовой модели. Паттерн бывает удобен для описания сложной модели, когда обычная запись бывает слишком громоздкой. Более существенно, однако, то, что паттерны стали использоваться при проектировании современных сверхсложных моделей, подняв искусство оригами до небывалых высот реализма.

## История
Идея записи схемы в виде паттерна не так уж нова. Ещё в 1960—1970-х годах многие оригамисты, такие как Нейл Элиас, часто использовали паттерны для описания своих работ. Однако настоящая популярность к ним пришла в 1990-е годы. Причин к этому было несколько. Во-первых, намного проще нарисовать один чертёж, нежели детальную пошаговую последовательность складывания. Во-вторых, многие оригамисты используют паттерн в процессе разработки схемы, так что она достаётся им задаром. И, наконец, с ростом квалификации оригамистов по всему миру, стало больше людей, умеющих читать паттерны.

## Особенности
Может показаться, что паттерн не так иллюстративен, как пошаговая схема складывания. На самом деле, паттерн даёт не просто информацию, как сложить модель, но и как она была придумана. При современном способе конструирования, как утверждает Роберт Лэнг, сам автор может не знать всю последовательность складывания, более того, её просто может не существовать — в некоторых моделях все складки развёртки осуществляются одновременно, без промежуточных шагов.
Следует учесть, что на паттерне могут быть нанесены не все складки, он может передавать лишь основные черты окончательной модели — окончательную форму должен придать фигурке сам складывающий.
В паттернах редко применяются стандартные обозначения складок — долиной и горой. На чертеже присутствуют сотни линий и использование штриховых и штрих-пунктирных линий делает его нечитабельным. Общепринятой системы обозначений для паттернов ещё не сложилось, однако есть несколько наиболее популярных.
- Неявный паттерн: все линии обозначаются одинаково.
- Явный паттерн: линии гор и долин различаются.
  - Метод, широко используемый в печатных изданиях с черно-белыми схемами: горы и долины обозначаются линиями разной толщины.
  - Ещё один метод, разработанный для печати: горы обозначаются сплошными линиями, долины — пунктирными. Таких обозначений придерживается, например, Роберт Лэнг.
  - Метод, применяемый при публикации в интернете (например, на фликре): горы и долины обозначаются линиями разного цвета (обычно красного и синего).

Роберт Лэнг разработал программу TreeMaker, являющуюся мощным средством проектирования паттернов.